# Thierry Le Roux
Pour les articles homonymes, voir Leroux.
Thierry Le Roux, parfois orthographié Thierry Leroux, né le 24 mars 1966 à Concarneau, et mort le 30 décembre 2011 à Quimper, est un footballeur français.

## Biographie
D'origine finistérienne, Thierry Le Roux commence à faire parler de lui en 1979, lorsqu'il est finaliste national du concours du jeune footballeur. Il est alors licencié à l'US Concarneau. Après avoir disputé la Coupe nationale des minimes avec la Ligue de l'Ouest, il joue son premier match international avec l'équipe de France minimes, le 1er mai 1980 contre le Portugal.
Arrivé au centre de formation du Stade lavallois à 14 ans, il connait des sélections régionales puis nationales minimes, cadets et juniors, côtoyant notamment Éric Cantona. En 1981, il dispute avec l'équipe de France scolaires le Tournoi de Montaigu. En janvier 1982 il fait partie de la sélection de la Ligue du Maine qui dispute la Coupe nationale des cadets. Il signe un contrat apprenti en 1982.
Sous la houlette de Bernard Maligorne, il remporte la Coupe Gambardella en 1984, face au Montpellier de Laurent Blanc. En quatre saisons, Michel Le Milinaire le fait jouer une vingtaine de matches en première division au poste de milieu de terrain. Lassé d'être peu utilisé en équipe première, il ne se présente pas à la reprise de l'entraînement en juin 1989. Le club décide de suspendre les effets de son contrat, avant que celui-ci soit résilié à l'amiable.
Il poursuit en deuxième et troisième divisions à Concarneau, Guingamp, Avranches. Il revient ensuite à Concarneau.
Il décède subitement le 30 décembre 2011, à l'âge de 45 ans.